# 夕樹舞子
夕樹 舞子（ゆうき まいこ、1977年1月30日 - ）は、日本のAV女優、女優、ストリッパー。新潟県出身。1990年代を代表するAVクィーンの1人。 現在のキャッチコピーは「アジアの女神」。

## 略歴・人物
AV女優になったきっかけは、付き合った男性の家に泊まった際に、相手の男性の兄にレイプされたため男性恐怖症となってしまい、それを克服するためだった。17歳の頃には既にAV女優になることを考え、AV事務所との顔合わせのための食事会にも行っていた。AV撮影は「周りに人がたくさんいるから怖くない」と考えていたという。
1995年4月、『処女宮 卒業〜グラデュエーション〜』（ティファニー）でAVデビュー。ロリフェイスにナイスバディーのナマイキ系アイドル路線で一躍人気を博す。しかし、男性恐怖症はなかなか克服できず、翌年には『さよなら夕樹舞子 「しようよ…逢えなくなるから」』で休業に入る。
休養中には香港で海賊版AVが流出したことがきっかけで台湾・香港などアジアでも人気に火がつき、当時その人気ぶりは映画女優並と伝えられた。1997年、香港でのサイン会では、ファンが殺到し大パニックを引き起こした。休業中は単発でテレビドラマにも出演していた。特にNHKドラマへの出演は夕樹にとっては長年の夢であり、NHK『青い花火』のオーディションに合格した時は「本当に嬉しかった」と述べている。
1998年、『復活の女神』（ヴィーナス）で復活。Vシネマにも多数出演したが、男性恐怖症は克服できなかったため、2000年に引退。
1999年5月21日、浅草ロック座でストリップにデビュー。これはマルチタレント活動の一環として始めたもので、「日本の文化として広めたい気持ちもあった」と述べている。
2007年、マカオにある高級ホテル内劇場の、メインダンサーに抜擢。香港のテレビ番組でリポーターを務めるなど、「買い物中も、男女問わずよくサインを求められましたね」と中華圏での人気は日本以上だったと述べている
2010年にAV女優として復活。復活の理由については「伝説の女優と言われているので、そろそろAVにも出なくては、と思った」と述べている。
趣味は、料理とゴルフ。山菜取り(うど・きのこ)、つり(海)。
好きな食べ物は、フルーツ:ビタミンC系、魚:シャケ、アジ。
2021年10月発売、寺井広樹著『伝説のAV女優』（彩図社）のインタビューでデビュー当時12本出演で3億円の契約が結ばれた旨が記述されている

## 作品

### アダルトビデオ（撮り下ろし）
1995年
- 処女宮 卒業〜グラデュエーション〜（4月22日、ティファニー ITF-111） ※デビュー作
- いたずらベイビー Naughty Baby（5月28日、宇宙企画 IF-60）
- 処女宮 誘惑〜テンプテーション〜（6月20日、ティファニー ITF-116）
- 聖処女伝説 夕樹舞子（7月1日、テンビデオ DTV-182）
- 天国まで連れてって（7月23日、宇宙企画 IF-67）
- でらうま!マンゴー（8月14日、ティファニー ITF-018）
- 気まぐれヴィーナス（9月10日、宇宙企画 IF-73）
- 新・ハマッチョバナナ（10月17日、ティファニー ITF-023）
- エンジェルキッス（11月12日、宇宙企画 IF-83）
- クチュクチュ舞子 あそこがQ（12月12日、ティファニー ITF-027）

1996年
- お嬢様ぬれすぎです 肉欲プリンセス（2月13日、ティファニー NTF-003）
- おしゃぶり舞子（4月5日、テンビデオ ETV-216）※「クチュクチュ舞子」ほかを再編集したもの
- さよなら夕樹舞子 「しようよ…逢えなくなるから」（5月17日、ティファニー NTF-9） ※引退作
- 全部見せます！（7月1日、芳友メディアプロデュース ERV00-27）

1997年
- スーパーおしゃぶりビデオ（2月、芳友メディア FRV00-47）

1998年
- 復活の女神（ヴィーナス VE-28）
- 止まらない気持ち ハートをノックして (ヴィーナス VE-31)
- OH!MY舞子 君がいなくちゃ (6月25日、ヴィーナス VE-33)
- スーパー制服アイドル舞子 (7月30日、ヴィーナス VE-37)
- センチメンタル 首ったけ (8月27日、ヴィーナス VE-41)
- ラッキーGIRL 幸運の女神は突然に (9月24日、ヴィーナス VE-44)
- きりきり舞子 愛のナースコール (10月29日、ヴィーナス VE-48)
- イカせてティーチャー（11月26日、ヴィーナス VE-51）
- 激愛（12月24日、ヴィーナス VE-55）

1999年
- ファイナル・舞子（1月28日、ヴィーナス VE-58）
- フライング・エンジェル 3【限定生産ビデオ】（7月16日、MOODYZ（Mr.プレジデント）MDS-11）

2000年
- Angel 夕樹舞子（2月23日、アイデアポケット（Angel）AN-045）
- COSTUME PRINCESS 夕樹舞子 2（9月1日、MOODYZ　MDI-001）
- トップスターへの道標【VHS2本組】（11月1日、MOODYZ（QUEST）MDQ-003） - 共演:麻宮淳子

2001年
- インモラル天使 44 夕樹舞子 小川真実（4月27日、シネマジック VS-640）
- 舞子、縛り絵（7月27日、シネマジック BA-025）
- コスプレ緊縛（8月3日、TMA TMA-006）
- レイプ 姦魔輪姦 夕樹舞子犯る（12月28日、姦魔 DGM-07）DVD

2002年
- 『痴』女優 20（3月20日、ワープエンターテイメント CH-020）
- 女教師狩り（12月21日、アタッカーズ SHK-107）

2003年
- 女教師蛇縛の女教師狩り（1月19日、アタッカーズ JB-041）

2004年
- 妖･美女優（1月10日、アートオブコンダクティング CJY-02）

2005年
- e-Lady 夕樹舞子（7月17日、Tコンテンツ TT-178）

2010年
- 復活 夕樹舞子（4月25日、ダスッ! PLA-001）
- 癒しの女神 夕樹舞子（5月25日、ダスッ! PLA-002）
- 初中出し 夕樹舞子（6月25日、ダスッ! PLA-003）
- ごめんね、あなた 私、本当は… 美人妻 剥がされた羞恥心（9月7日、アタッカーズ RBD-216）
- 公然猥褻露出奴隷 夕樹舞子（10月7日、アタッカーズ RBD-219）
- 緊縛秘画報 夕樹舞子（11月7日、アタッカーズ JBD-147）

### アダルトビデオ（オムニバス単体作品、BESTもの）
- 夕樹舞子のエッチ100連発（1995年12月1日、テンビデオ DTV-203）
- 夕樹舞子DELUXE（1996年2月18日、メディアックス MEV03-23）永久保存版 No.1
- 秘蔵（1996年3月3日、宇宙企画 FX-25） ※総集編 「エンジェルキッス」を再編集したもの
- 夕樹舞子 DELUXE 2（1996年10月20日、メディアックス MEV03-31）永久保存版 No.2
- 夕樹舞子大全集 1（1998年3月21日、h.m.p HODV-021）※「処女宮 卒業」「処女宮 誘惑」を収録
- クリスタル・プラチナ・コレクション 夕樹舞子（2000年8月25日、クリスタル映像 MMDV-13）※「復活の女神」「止まらない気持ち」「OH!MY舞子」を収録
- 女優伝説「夕樹舞子」～ベストワイセツ集～（2000年、ビデオバンク BNK-41）
- 宇宙企画Classic 夕樹舞子（2001年11月10日、宇宙企画 MDM-004）※「いたずらベイビー」「天国まで連れてって」を収録
- 夕樹舞子大全集 2（2001年12月21日、h.m.p HODV-039）※「でらうまマンゴー」「新・ハマッチョバナナ」「オープニング集」を収録
- 秘蔵Best 夕樹舞子（2001年12月22日、宇宙企画 MDV-040）
- 夕樹舞子スペシャル 女教師狩り×女教師蛇縛の女教師狩り（2002年7月8日、アタッカーズ ATKD-015）
- 宇宙企画Classic 夕樹舞子 2（2003年5月9日、宇宙企画 MDM-044）※「気まぐれヴィーナス」「エンジェルキッス」を収録
- CRYSTAL MEMORIES 夕樹舞子SPECIAL（2004年4月16日、クリスタル映像 OADVC-019）※再録ベスト版 「スーパー制服アイドル 舞子」「センチメンタル 首ったけ」「ラッキーGIRL 幸運の女神は突然に」「きりきり舞子 愛のナースコール」を収録
- 懐エロ 夕樹舞子（2005年1月21日、エクストリージョン ERDV-053）
- まるごと 夕樹舞子（2005年6月25日、h.m.p HODV-30003）※「夕樹舞子大全集 1」「夕樹舞子大全集 2」を収録
- 夕樹舞子全作品コンプリートBOX（2010年10月25日、ダスッ！ PLB-001）
- STAR FILE 夕樹舞子（2011年1月16日、スターゲート SGSFS-035）
- 夕樹舞子 6時間 6作品【全出演作ほぼまるごと収録】（2012年5月4日、h.m.p HODV-20769）※「処女宮 卒業」「処女宮 誘惑」「でらうま！マンゴー」「新･ハマッチョバナナ」「クチュクチュ舞子」「お嬢様ぬれすぎです」を収録
- 殿堂入り ＃04 夕樹舞子ベスト 4時間（2015年9月4日、h.m.p HODV-21106）

### アダルトビデオ（編集もの、DVD）
1995年
- 官能クライマックス 2 エクスタシー・メモリー（9月12日、ティファニー ITF-020）全5名

1996年
- 官能クライマックス イクときはいっしょ！（3月12日、ティファニー NTF-5）全5名
- 宇宙企画DELUXE 夕樹舞子 里中あやか 中原美佑 有賀みほ 矢吹まりな 香坂ゆかり 北原梨奈 松田ちゆり（4月3日、宇宙企画 FX-26）全8名
- エロすぐり8連発コスプレ編（5月30日、エイトマン NE-005）全8名
- 伝説 裸天使アイドル15年史 ムッチリ編（7月23日、ティファニー NTF-016B）全16名
- 処女宮伝説（10月14日、ティファニー NTF-025）全6名

1998年
- おしめりエンジェルズ 2（11月27日、ティファニー TTF-24）全7名

2000年
- Beautiful Wife（7月21日、クリスタル映像 MMDV-019）全12名
- 裏女優(3) 夕樹舞子 倉持茜（10月20日、イエローボックス YD-028）

2001年
- Tiffany 20 flowers ティファニー伝説の20人 夕樹舞子 小室友里 三咲まお 小沢まどか ほか（1月22日、ティファニー LTF-001）全20名
- スペルマカクテル つかもと友希 森村ハニー 桜沢菜々子 夕樹舞子 上原舞 ほか（3月21日、ジーオーティー DAA-019）全14名
- 淫口女優EX（8月17日、クリスタル映像 MMDV-030）全30名
- Sex Dreamer（9月21日、ジーオーティー RAA-043）全6名
- 被虐の女戦士 4 夕樹舞子 岡崎美女 内田早紀（11月23日、シネマジック DD-034）全3名

2002年
- Vib-Shock ～虜になった女達～ 夕樹舞子 流星ラム 三田友穂 木下まこ 愛田るか ほか（2月14日、ジーオーティー KDD-020）全8名
- 堕天使の誘惑（4月11日、キング デマンド デリ DDD-026）全10名
- 徹底攻略 DX2（5月1日、ワンズファクトリー OH-102）全5名
- ベスト・オブ・コレクト 被虐の天使たち'01（5月24日、シネマジック VS-678）全5名
- ファイナルステージ（7月10日、h.m.p HODV-00111）全5名
- 宇宙企画Classic BEST REMIX（7月13日、宇宙企画 MDM-017）全12名
- フェロモンむんむんお姉さん騎乗位特集（7月15日、MOODYZ（BEST）・総集編 MDED-002） - 同時収録:夢野まりあ/吉野サリー/他 全34名
- THE BEST 放課後ノ女教師special（8月21日、ワープエンタテインメント DSD-013）全11名
- 着衣のSEX（9月1日、MOODYZ（BEST）・総集編 MDED-007） - 同時収録:橘涼子/鈴木麻奈美/他 全10名
- ザ・ベスト・オブ・エンジェル・ガール 夕樹舞子 流星ラム（10月8日、アイデアポケット（BEST）・総集編 IDBD-018）
- 絶頂クライマックス スペシャル（11月1日、MOODYZ（BEST）・総集編 MDED-023） - 同時収録:結城杏奈/夢野まりあ/他 全23名
- 有名単体女優25人のオナニーばっかり集めました。（12月15日、MOODYZ（BEST）・総集編 MDED-035） - 同時収録:結城杏奈/吉野サリー/他 全25名

2003年
- 処女宮 Ⅱ（1月31日、ティファニー PJW-1）全5名
- Angel Premium Vol.3（3月8日、アイデアポケット（BEST）・総集編 ANPD-003） - 同時収録:三浦あいか/三田友穂/伊集院沙羅/他 全20名
- 「AV15年史」DVD完全版（3月10日、ビデオバンク BNDV-00104）全92名
- OL姿で乱れる女（3月15日、MOODYZ（BEST）・総集編 MDED-058） - 同時収録:吉川みなみ/杉浦あみ/他 全11名
- クリスタル映像傑作選 ～あのAVをもう一度～（3月21日、クリスタル映像 MMDV-173）全18名
- The Best Of collect 世にも豪華な愛奴たち2001（3月28日、シネマジック DD-055）全11名
- 重役秘書 THE BEST（3月29日、ジーピー・ミュージアム DMMD-5305）※オリジナルビデオ「重役秘書」シリーズ6作品の総集編
- MOODYZ女優コレクション 1（4月1日、MOODYZ（BEST）・総集編 MDED-064） - 同時収録:吉川みなみ/寺尾佑理/他 全20名
- Angel HYPER ナース編（6月8日、アイデアポケット（BEST）・総集編 IDBD-029） - 同時収録:藤崎みなみ/山咲あかり/緒方れいな/他 全7名
- インモラル天使EX 2（6月27日、シネマジック DD-064）全19名
- 処女宮〈1988-2003〉（7月21日、ビデオバンク BNDV-00135）全11名
- 死夜悪アンソロジー 4（9月8日、アタッカーズ ATAD-004）全26名
- 淫乱A級女優を嬲り責め！（10月22日、春風企画 HKDX-001）全11名

2004年
- 蛇縛アンソロジー 4（2月8日、アタッカーズ ATAD-012）全5名
- 激淫ナース ～太くて固い注射が好き（6月11日、デジタルドリーム DDD-201）全8名
- Treasure BEST 4時間（6月21日、ビデオバンク BNDV-208）全22名
- 死夜悪THE BEST 33 〜女教師セレクト5〜（9月8日、アタッカーズ ATK-059）全8名
- 流出！！有名女優（9月22日、違法 IHWD-001）全5名

2005年
- 女優を引退に追い込んだ 過激レイプ映像（4月22日、レッジェ LJJG-001）全6名
- CRYSTAL THE BEST 2004 2nd. 瀬奈梨花 美里真理 橘ますみ 夕樹舞子 ほか（4月22日、クリスタル映像 MCDV-48）多数出演
- 歴代超有名AV女優 蔵出し映像流出！ 三浦あいか 長瀬愛 夕樹舞子 藍井る加 三咲まお（12月13日、オフサイド企画 OGOD-001）全5名

2006年
- 裏AV女優名鑑（1月25日、裏座 UAKL-001）全11名
- 手コキ50人 ULTRA MEGA MIX（3月1日、ムーディーズ MIBD-43）全50名
- 独占 女優2 14人4時間Deluxe]（6月16日、デジタルドリーム DDD-261）全14名
- あのアイドルが新基準モザイクで甦る[伝説の女優16人]（8月10日、ビデオバンク BNDV-384）全16名
- 被虐の女戦士 奈落のM（11月4日、シネマジック VS-634）全4名

2007年
- ベスト・オブ・インモラル天使 9（1月1日、シネマジック VS-684）全7名
- 被虐の女戦士SP（1月8日、シネマジック VS-776）全13名
- 7つのコスチュームでパコパコパラダイス 夕樹舞子 聖さやか（1月25日、Lightning LTTL-022）
- 被虐の女戦士 奈落のM-2（2月18日、シネマジック VS-637）全4名

2008年
- 10年まるごと特別総集編 痴女優 4時間（4月15日、ワープエンタテインメン DSD-094）全45名

2009年
- ATTACKERS 女優名鑑 3（1月7日、アタッカーズ ATAD-056）全5名
- あのアイドルがスーパーリマスターREMIXで甦る 処女宮 完全ベスト8時間2枚組（11月21日、ビデオバンク BNDV-00717）全18名

2010年
- クリスタル映像25年史 女優編8時間（6月25日、クリスタル映像 CADV-190）全100名
- h.m.p 48 1990～1999 90年代AVアイドル総決算 8時間2枚組（10月1日、ビデオバンク BNDV-00784）全48名

2011年
- シネマジック極上牝捕虜拷問 キャットスーツ＆ボンデージ研究会（8月1日、シネマジック CMN-077）全18名

2012年
- 美少女AV女優の頂点 最上級の美少女モデルがメーカーを越えて夢の競演（1月7日、オールアダルトジャパン AAJ-003）全24名
- AV女優100人 2 伝説＆現役のトップ女優たち（3月13日、オールアダルトジャパン AAJ-012）全100名
- AV30GP 青盤 メーカーが選ぶ最高にヌケるSEX 夕樹舞子 高倉舞 藤井レイナ JULIA ほか（5月13日、オールアダルトジャパン AAJ-021）多数出演
- AVデビューの殿堂 初めての羞じらいセックス（5月13日、オールアダルトジャパン AAJ-025）全24名
- 【AV30】AV30記念 クリスタル映像 THE BEST 100人8時間SP（8月13日、クリスタル映像 AAJB-112）全100名
- ATTACKERS 凌辱イラマチオ 50人390分（9月7日、アタッカーズ ATKD-187）全50名
- 処女宮 25th Anniversary 4時間21名（10月5日、h.m.p HODV-20811）全21名

2013年
- 被虐の女戦士 ザ・ベスト（6月1日、シネマジック CMA-009）全16名
- h.m.p オールタイムカウントダウン TOP30（7月5日、h.m.p HODV-20893）全30名
- ATTACKERS×E-BODY×kira☆kira×kawaii*×Madonna 5メーカーコラボ作品第5弾！秘湯 淫華温泉 湯けむり性奴隷化計画（11月7日、アタッカーズ SSPD-106）全7名

2014年
- 生挿入で発射するのが気持ち良すぎる中出し性交50本番（1月25日、ダスッ！ PLB-005）全23名
- Platina 4周年記念「初」コンプリートBOX 8時間（3月25日、ダスッ！ PLB-006）全23名
- 大江戸情緒女絵巻 和装百態嬲縛痴獄 (7月1日、シネマジック CMK-032) 他出演:宏岡みらい、倉田淳子、森下亜弥、新堂有望、よしい美希 他 全17名

2016年以降
- 大性豪（2016年12月23日、マクザム MXS-608）※映画「大性豪」のDVD版
- サイコレ●プ もう…やめないで（2021年2月11日、コンマビジョン HRND-290）全3名
- 縄レーベルコレクション 真性M牝獣たちの咆哮 2（2021年4月19日、シネマジック CMA-103）全7名

発売年不明
- 姦魔輪姦 夕樹舞子 犯る 前編（麒麟堂/姦魔 GM-30）VHS
- 姦魔輪姦 夕樹舞子 犯る 後編（麒麟堂/姦魔 GM-31）VHS
- e-Lady 夕樹舞子の本能（AQUA AQ-009）VHS
- FACE18 夕樹舞子（アウダースジャパン FA-018）VHS
- 極上まんぐり舞子（ダイレクトライン GM-01）VHS
- オムニバス 夕樹舞子（ムーディーズ MDI-031）VHS
- 暴飲暴食 夕樹舞子（フリークビジョン FRV-03）VHS
- e-Lady 夕樹舞子の本能（アクアウェイブ AQ-009）VHS
- FACEスペシャルエディション 美少女selection 6 夕樹舞子 広末奈緒 加藤愛美（アウダースジャパン FASD-016）DVD 全3名
- 新基準モザイク 夕樹舞子 瞳リョウ（麒麟堂 DOTA-436）DVD

### イメージビデオ
- ネイキッドビーナス（2006年2月24日、ネイキッドビーナス TJCA-10001）
- Legend Image vol.2 夕樹舞子（2010年10月15日、	エー・エス・ジェイ GRA-I2）
- ふたたび アジアの女神 夕樹舞子（2022年6月1日、マイロール MRL-029）

### 一般ビデオ
- 女優おんせん 小室友里 夕樹舞子 瞳リョウ（2011年4月28日、リバプール LPNB-1001T）全3名

### アダルトビデオ（無修正）
- サムライポルノ VOL.3  夕樹舞子 （2006年7月14日、サムライポルノ SP-03）
- サムライポルノ スペシャルエディション 樹まり子 夕樹舞子 三田友穂 ほか（2007年5月10日、サムライポルノ SX-01）全8名
- 淫乱ナースのお仕事 夕樹舞子（2007年5月11日、カリビアンコム 051107-446）
- 妖・美女優（2009年2月24日、Hey動画 4030-009）

### ゲーム
- お嬢様を狙え！！（1998年7月23日、クリスタルビジョン、セガサターン）波野麻里菜（声） 役

## 出演

### 映画
- 新世紀エヴァンゲリオン劇場版 Air/まごころを、君に（アニメ作品）（1997年7月19日公開、東映）監督:庵野秀明 ※声の出演 [10]
- 大性豪 （原題:豪情3D）（2014年制作、香港映画、日本未公開）監督:リー・コンロク - 本人 役 ※2016年12月に日本版DVDがリリース [11]
- 寝とられた人妻 夕樹舞子 私に股がして！（2005年1月21日公開、エクセス）監督:工藤雅典 - 主演 [12]
- サイコレイプ もう・・・やめないで（2005年9月21日公開、エクセス）監督:工藤雅典 - 主演 [13]

### オリジナルビデオ
- 重役秘書 京香（1998年11月21日、ミュージアム）監督:小林浩一 - 主演 [14]
- 女侠 夜叉の舞い（2000年7月22日、東映ビデオ / ピイ・アンド・ピイ・プロダクション）監督:関本郁夫 - スー 役 [15]
- 密会 人妻ネット不倫（2001年7月4日、レジェンド・ピクチャーズ）監督:片岡修二 主演:純名きりん [16]
- 若妻家庭教師 避暑地の誘惑（2001年10月6日、レジェンド・ピクチャーズ）監督:杉山太郎 - 主演 [17]
- 実録日本ヤクザ抗争史 鯨道9 瀬戸内血風録（2001年、ジーピー・ミュージアム）監督:市川徹 [18]
- 課長 痴魔耕作（2002年10月22日、TMC）監督:河崎実 主演:宝生奈々 [19]
- 特命エロリーマン 最初で最後の総集編（2009年5月7日、TMC）監督:河崎実 宇田川大吾 佐々木乃武良 ※3話のオムニバス [20]

### テレビドラマ
- サイバー美少女テロメア（1998年4月25日、テレビ朝日・ウィークエンドドラマ）アキラ 役 ※第4話のみ
- 青い花火（1998年11月28日、NHK）

### テレビ
- おとなのえほん（1995年、サンテレビジョン) - 司会
- Wスポット（1998年9月10日、関西テレビ)
- 女優おんせん（2009年7月8日、エンタメ～テレ）2011年にDVD発売

## 書籍

### 写真集
- Love 夕樹舞子最終章（1996年5月10日、英知出版、撮影：伊藤隼也）ISBN 4-7542-1131-6
- IDOL 夕樹舞子2nd 完全裸体（1997年10月1日、バウハウス、撮影：久保田昭人）ISBN 978-4894611078
- MAIKO 夕樹舞子写真集（2001年5月30日、英知出版、撮影：古川春彦）ISBN 4-7542-1292-4
- 縄愛 夕樹舞子緊縛写真集（2001年10月1日、三和出版、撮影：室岡浩一）ISBN 4-8835-6854-7
- furin（不倫）夕樹舞子写真集（2002年9月24日、モッツ出版、撮影：佐藤健）ISBN 4-9442-1423-5
- ストリッパー写真集 Strip the Nudie ストリップを彩る41人の舞姫たち。 井上千尋 宮木汐音 夕樹舞子 小森まみ 他（2002年12月29日、オデッセウス出版、撮影:大駅寿一）ISBN 9784872765229 全41名
- 夕樹舞子写真集 艶旅まいこ(2005秋)（2014年6月26日、竹書房、撮影：小町剛廣）ISBN 9784812489925

### 雑誌
- NoWoN ナオン Vol.10 1995年4月1日号、Vol.11 1995年6月1日号、Vol.23 1997年6月1日号（ワニブックス）
- PHOTO SHOT Vol.9（1995年6月25日、英知出版）
- ×10 バイ・テン VOL.6（1995年12月15日、竹書房）
- PHOTO SHOT Vol.26（1997年9月10日、英知出版）
- PHOTO SHOT Vol.29（1998年2月25日、英知出版）
- annex VOL.12 スコラ8月23日号増刊（スコラ）

### 書籍
- 伝説のAV女優～黄金時代を築いた女神たち（2021年10月、彩図社、著：寺井広樹、インタビュー集）ISBN 978-4-8013-0559-5